# 最多盗塁 (MLB)
メジャーリーグベースボール（MLB）の1シーズンにおいて最も多くの盗塁を記録した選手の一覧。

## 20世紀以降の最多盗塁
|      | アメリカンリーグ                | アメリカンリーグ                                         | アメリカンリーグ | ナショナルリーグ                  | ナショナルリーグ                                   | ナショナルリーグ |
| 年   | 名前                            | 所属                                                     | 盗塁             | 名前                              | 所属                                               | 盗塁             |
| ---- | ------------------------------- | -------------------------------------------------------- | ---------------- | --------------------------------- | -------------------------------------------------- | ---------------- |
| 1901 | フランク・イズベル              | シカゴ・ホワイトストッキングス                           | 52               | ホーナス・ワグナー(1)             | ピッツバーグ・パイレーツ                           | 49               |
| 1902 | トプシー・ハーツェル            | フィラデルフィア・アスレチックス                         | 47               | ホーナス・ワグナー(2)             | ピッツバーグ・パイレーツ                           | 42               |
| 1903 | ハリー・ベイ(1)                 | クリーブランド・ナップス                                 | 45               | フランク・チャンス(1)             | シカゴ・カブス                                     | 67               |
| 1903 | ハリー・ベイ(1)                 | クリーブランド・ナップス                                 | 45               | ジミー・シェッカード              | ブルックリン・スーパーバス                         | 67               |
| 1904 | エルマー・フリック(1)           | クリーブランド・ナップス                                 | 38               | ホーナス・ワグナー(3)             | ピッツバーグ・パイレーツ                           | 53               |
| 1904 | ハリー・ベイ(2)                 | クリーブランド・ナップス                                 | 38               | ホーナス・ワグナー(3)             | ピッツバーグ・パイレーツ                           | 53               |
| 1905 | ダニー・ホフマン                | フィラデルフィア・アスレチックス                         | 46               | アート・デブリン                  | サンフランシスコ・ジャイアンツ                     | 59               |
| 1905 | ダニー・ホフマン                | フィラデルフィア・アスレチックス                         | 46               | ビリー・マローニー                | シカゴ・カブス                                     | 59               |
| 1906 | エルマー・フリック(2)           | クリーブランド・ナップス                                 | 39               | フランク・チャンス(2)             | シカゴ・カブス                                     | 57               |
| 1906 | ジョン・アンダーソン            | ワシントン・セネタース                                   | 39               | フランク・チャンス(2)             | シカゴ・カブス                                     | 57               |
| 1907 | タイ・カッブ(1)                 | デトロイト・タイガース                                   | 49               | ホーナス・ワグナー(4)             | ピッツバーグ・パイレーツ                           | 61               |
| 1908 | パッツィー・ドハティー          | シカゴ・ホワイトソックス                                 | 47               | ホーナス・ワグナー(5)             | ピッツバーグ・パイレーツ                           | 53               |
| 1909 | タイ・カッブ(2)                 | デトロイト・タイガース                                   | 76               | ボブ・ベッシャー(1)               | シンシナティ・レッズ                               | 54               |
| 1910 | エディ・コリンズ(1)             | フィラデルフィア・アスレチックス                         | 81               | ボブ・ベッシャー(2)               | シンシナティ・レッズ                               | 70               |
| 1911 | タイ・カッブ(3)                 | タイガース                                               | 83               | ボブ・ベッシャー(3)               | シンシナティ・レッズ                               | 81               |
| 1912 | クライド・ミラン(1)             | ワシントン・セネタース                                   | 88               | ボブ・ベッシャー(4)               | シンシナティ・レッズ                               | 67               |
| 1913 | クライド・ミラン(2)             | ワシントン・セネタース                                   | 75               | マックス・キャリー(1)             | ピッツバーグ・パイレーツ                           | 61               |
| 1914 | フリッツ・メイゼル              | ニューヨーク・ヤンキース                                 | 74               | ジョージ・バーンズ(1)             | ニューヨーク・ジャイアンツ                         | 62               |
| 1915 | タイ・カッブ(4)                 | デトロイト・タイガース                                   | 96               | マックス・キャリー(2)             | ピッツバーグ・パイレーツ                           | 36               |
| 1916 | タイ・カッブ(5)                 | デトロイト・タイガース                                   | 68               | マックス・キャリー(3)             | ピッツバーグ・パイレーツ                           | 63               |
| 1917 | タイ・カッブ(6)                 | デトロイト・タイガース                                   | 55               | マックス・キャリー(4)             | ピッツバーグ・パイレーツ                           | 46               |
| 1918 | ジョージ・シスラー(1)           | セントルイス・ブラウンズ                                 | 45               | マックス・キャリー(5)             | ピッツバーグ・パイレーツ                           | 58               |
| 1919 | エディ・コリンズ(2)             | シカゴ・ホワイトソックス                                 | 33               | ジョージ・バーンズ(2)             | ニューヨーク・ジャイアンツ                         | 40               |
| 1920 | サム・ライス                    | ワシントン・セネタース                                   | 63               | マックス・キャリー(6)             | ピッツバーグ・パイレーツ                           | 52               |
| 1921 | ジョージ・シスラー(2)           | セントルイス・ブラウンズ                                 | 35               | フランキー・フリッシュ(1)         | ニューヨーク・ジャイアンツ                         | 49               |
| 1922 | ジョージ・シスラー(3)           | セントルイス・ブラウンズ                                 | 51               | マックス・キャリー(7)             | ピッツバーグ・パイレーツ                           | 51               |
| 1923 | エディ・コリンズ(3)             | シカゴ・ホワイトソックス                                 | 48               | マックス・キャリー(8)             | ピッツバーグ・パイレーツ                           | 51               |
| 1924 | エディ・コリンズ(4)             | シカゴ・ホワイトソックス                                 | 42               | マックス・キャリー(9)             | ピッツバーグ・パイレーツ                           | 49               |
| 1925 | ジョニー・モスティル(1)         | シカゴ・ホワイトソックス                                 | 43               | マックス・キャリー(10)            | ピッツバーグ・パイレーツ                           | 46               |
| 1926 | ジョニー・モスティル(2)         | シカゴ・ホワイトソックス                                 | 35               | カイカイ・カイラー(1)             | ピッツバーグ・パイレーツ                           | 35               |
| 1927 | ジョージ・シスラー(4)           | セントルイス・ブラウンズ                                 | 27               | フランキー・フリッシュ(2)         | セントルイス・カージナルス                         | 48               |
| 1928 | バディ・マイヤー                | ボストン・レッドソックス                                 | 30               | カイカイ・カイラー(2)             | シカゴ・カブス                                     | 37               |
| 1929 | チャーリー・ゲーリンジャー      | デトロイト・タイガース                                   | 27               | カイカイ・カイラー(3)             | シカゴ・カブス                                     | 43               |
| 1930 | マーティ・マクマナス            | デトロイト・タイガース                                   | 23               | カイカイ・カイラー(4)             | シカゴ・カブス                                     | 37               |
| 1931 | ベン・チャップマン(1)           | ニューヨーク・ヤンキース                                 | 61               | フランキー・フリッシュ(3)         | セントルイス・カージナルス                         | 28               |
| 1932 | ベン・チャップマン(2)           | ニューヨーク・ヤンキース                                 | 38               | チャック・クライン                | フィラデルフィア・フィリーズ                       | 20               |
| 1933 | ベン・チャップマン(3)           | ニューヨーク・ヤンキース                                 | 27               | ペッパー・マーティン(1)           | セントルイス・カージナルス                         | 26               |
| 1934 | ビリー・ワーバー(1)             | ボストン・レッドソックス                                 | 40               | ペッパー・マーティン(2)           | セントルイス・カージナルス                         | 23               |
| 1935 | ビリー・ワーバー(2)             | ボストン・レッドソックス                                 | 29               | オージー・ギャラン(1)             | シカゴ・カブス                                     | 22               |
| 1936 | リン・ラリー                    | セントルイス・ブラウンズ                                 | 37               | ペッパー・マーティン(3)           | セントルイス・カージナルス                         | 23               |
| 1937 | ベン・チャップマン(4)           | ニューヨーク・ヤンキース                                 | 35               | オージー・ギャラン(2)             | シカゴ・カブス                                     | 23               |
| 1937 | ビリー・ワーバー(3)             | フィラデルフィア・アスレチックス                         | 35               | オージー・ギャラン(2)             | シカゴ・カブス                                     | 23               |
| 1938 | フランキー・クロセッティ        | ニューヨーク・ヤンキース                                 | 27               | スタン・ハック(1)                 | シカゴ・カブス                                     | 16               |
| 1939 | ジョージ・ケース(1)             | ワシントン・セネタース                                   | 51               | スタン・ハック(2)                 | シカゴ・カブス                                     | 17               |
| 1939 | ジョージ・ケース(1)             | ワシントン・セネタース                                   | 51               | リー・ハンドリー                  | ピッツバーグ・パイレーツ                           | 17               |
| 1940 | ジョージ・ケース(2)             | ワシントン・セネタース                                   | 35               | ロニー・フライ                    | シンシナティ・レッズ                               | 22               |
| 1941 | ジョージ・ケース(3)             | ワシントン・セネタース                                   | 33               | ダニー・マートー                  | フィラデルフィア・フィリーズ                       | 18               |
| 1942 | ジョージ・ケース(4)             | ワシントン・セネタース                                   | 44               | ピート・ライザー(1)               | ブルックリン・ドジャース                           | 20               |
| 1943 | ジョージ・ケース(5)             | ワシントン・セネタース                                   | 61               | アーキー・ボーン                  | ブルックリン・ドジャース                           | 20               |
| 1944 | スナッフィー・スターンワイス(1) | ニューヨーク・ヤンキース                                 | 55               | ジョニー・バレット                | ピッツバーグ・パイレーツ                           | 28               |
| 1945 | スナッフィー・スターンワイス(2) | ニューヨーク・ヤンキース                                 | 33               | レッド・ショーエンディーンスト    | セントルイス・カージナルス                         | 26               |
| 1946 | ジョージ・ケース(6)             | クリーブランド・インディアンス                           | 28               | ピート・ライザー(2)               | ブルックリン・ドジャース                           | 34               |
| 1947 | ボブ・ディリンジャー(1)         | セントルイス・ブラウンズ                                 | 34               | ジャッキー・ロビンソン(1)         | ブルックリン・ドジャース                           | 29               |
| 1948 | ボブ・ディリンジャー(2)         | セントルイス・ブラウンズ                                 | 28               | リッチー・アシュバーン            | フィラデルフィア・フィリーズ                       | 32               |
| 1949 | ボブ・ディリンジャー(3)         | セントルイス・ブラウンズ                                 | 20               | ジャッキー・ロビンソン(2)         | ブルックリン・ドジャース                           | 37               |
| 1950 | ドム・ディマジオ                | ボストン・レッドソックス                                 | 15               | サム・ジェスロー(1)               | ブルックリン・ドジャース                           | 35               |
| 1951 | ミニー・ミノーソ(1)             | クリーブランド・インディアンス →シカゴ・ホワイトソックス | 31               | サム・ジェスロー(2)               | ブルックリン・ドジャース                           | 35               |
| 1952 | ミニー・ミノーソ(2)             | シカゴ・ホワイトソックス                                 | 22               | ピー・ウィー・リース              | ブルックリン・ドジャース                           | 30               |
| 1953 | ミニー・ミノーソ(3)             | シカゴ・ホワイトソックス                                 | 25               | ビル・ブルトン(1)                 | ミルウォーキー・ブレーブス                         | 26               |
| 1954 | ジャッキー・ジェンセン          | ボストン・レッドソックス                                 | 22               | ビル・ブルトン(2)                 | ミルウォーキー・ブレーブス                         | 34               |
| 1955 | ジム・リベラ                    | シカゴ・ホワイトソックス                                 | 25               | ビル・ブルトン(3)                 | ミルウォーキー・ブレーブス                         | 25               |
| 1956 | ルイス・アパリシオ(1)           | シカゴ・ホワイトソックス                                 | 21               | ウィリー・メイズ(1)               | ニューヨーク・ジャイアンツ                         | 40               |
| 1957 | ルイス・アパリシオ(2)           | シカゴ・ホワイトソックス                                 | 28               | ウィリー・メイズ(2)               | ニューヨーク・ジャイアンツ                         | 38               |
| 1958 | ルイス・アパリシオ(3)           | シカゴ・ホワイトソックス                                 | 29               | ウィリー・メイズ(3)               | サンフランシスコ・ジャイアンツ                     | 31               |
| 1959 | ルイス・アパリシオ(4)           | シカゴ・ホワイトソックス                                 | 56               | ウィリー・メイズ(4)               | サンフランシスコ・ジャイアンツ                     | 27               |
| 1960 | ルイス・アパリシオ(5)           | シカゴ・ホワイトソックス                                 | 51               | モーリー・ウィルス(1)             | ロサンゼルス・ドジャース                           | 50               |
| 1961 | ルイス・アパリシオ(6)           | シカゴ・ホワイトソックス                                 | 53               | モーリー・ウィルス(2)             | ロサンゼルス・ドジャース                           | 35               |
| 1962 | ルイス・アパリシオ(7)           | シカゴ・ホワイトソックス                                 | 31               | モーリー・ウィルス(3)             | ロサンゼルス・ドジャース                           | 104              |
| 1963 | ルイス・アパリシオ(8)           | ボルチモア・オリオールズ                                 | 40               | モーリー・ウィルス(4)             | ロサンゼルス・ドジャース                           | 40               |
| 1964 | ルイス・アパリシオ(9)           | ボルチモア・オリオールズ                                 | 57               | モーリー・ウィルス(5)             | ロサンゼルス・ドジャース                           | 53               |
| 1965 | バート・キャンパネリス(1)       | カンザスシティ・アスレチックス                           | 51               | モーリー・ウィルス(6)             | ロサンゼルス・ドジャース                           | 94               |
| 1966 | バート・キャンパネリス(2)       | カンザスシティ・アスレチックス                           | 52               | ルー・ブロック(1)                 | セントルイス・カージナルス                         | 74               |
| 1967 | バート・キャンパネリス(3)       | カンザスシティ・アスレチックス                           | 55               | ルー・ブロック(2)                 | セントルイス・カージナルス                         | 52               |
| 1968 | バート・キャンパネリス(4)       | オークランド・アスレチックス                             | 62               | ルー・ブロック(3)                 | セントルイス・カージナルス                         | 62               |
| 1969 | トミー・ハーパー(1)             | シアトル・パイロッツ                                     | 73               | ルー・ブロック(4)                 | セントルイス・カージナルス                         | 53               |
| 1970 | バート・キャンパネリス(5)       | オークランド・アスレチックス                             | 42               | ボビー・トーラン                  | シンシナティ・レッズ                               | 57               |
| 1971 | エイモス・オーティス            | カンザスシティ・ロイヤルズ                               | 52               | ルー・ブロック(5)                 | セントルイス・カージナルス                         | 64               |
| 1972 | バート・キャンパネリス(6)       | オークランド・アスレチックス                             | 52               | ルー・ブロック(6)                 | セントルイス・カージナルス                         | 63               |
| 1973 | トミー・ハーパー(2)             | ボストン・レッドソックス                                 | 54               | ルー・ブロック(7)                 | セントルイス・カージナルス                         | 70               |
| 1974 | ビリー・ノース(1)               | オークランド・アスレチックス                             | 54               | ルー・ブロック(8)                 | セントルイス・カージナルス                         | 118              |
| 1975 | ミッキー・リバース              | カリフォルニア・エンゼルス                               | 70               | デイビー・ロープス(1)             | ロサンゼルス・ドジャース                           | 77               |
| 1976 | ビリー・ノース(2)               | オークランド・アスレチックス                             | 75               | デイビー・ロープス(2)             | ロサンゼルス・ドジャース                           | 63               |
| 1977 | フレディ・パテック              | カンザスシティ・ロイヤルズ                               | 53               | フランク・タベラス                | ピッツバーグ・パイレーツ                           | 70               |
| 1978 | ロン・ルフロア(1)               | デトロイト・タイガース                                   | 68               | オマー・モレノ(1)                 | ピッツバーグ・パイレーツ                           | 71               |
| 1979 | ウィリー・ウィルソン            | カンザスシティ・ロイヤルズ                               | 83               | オマー・モレノ(2)                 | ピッツバーグ・パイレーツ                           | 77               |
| 1980 | リッキー・ヘンダーソン(1)       | オークランド・アスレチックス                             | 100              | ロン・ルフロア(2)                 | モントリオール・エクスポズ                         | 97               |
| 1981 | リッキー・ヘンダーソン(2)       | オークランド・アスレチックス                             | 56               | ティム・レインズ(1)               | モントリオール・エクスポズ                         | 71               |
| 1982 | リッキー・ヘンダーソン(3)       | オークランド・アスレチックス                             | 130              | ティム・レインズ(2)               | モントリオール・エクスポズ                         | 78               |
| 1983 | リッキー・ヘンダーソン(4)       | オークランド・アスレチックス                             | 108              | ティム・レインズ(3)               | モントリオール・エクスポズ                         | 90               |
| 1984 | リッキー・ヘンダーソン(5)       | オークランド・アスレチックス                             | 66               | ティム・レインズ(4)               | モントリオール・エクスポズ                         | 75               |
| 1985 | リッキー・ヘンダーソン(6)       | ニューヨーク・ヤンキース                                 | 80               | ビンス・コールマン(1)             | セントルイス・カージナルス                         | 110              |
| 1986 | リッキー・ヘンダーソン(7)       | ニューヨーク・ヤンキース                                 | 87               | ビンス・コールマン(2)             | セントルイス・カージナルス                         | 107              |
| 1987 | ハロルド・レイノルズ            | シアトル・マリナーズ                                     | 60               | ビンス・コールマン(3)             | セントルイス・カージナルス                         | 109              |
| 1988 | リッキー・ヘンダーソン(8)       | ニューヨーク・ヤンキース                                 | 93               | ビンス・コールマン(4)             | セントルイス・カージナルス                         | 81               |
| 1989 | リッキー・ヘンダーソン(9)       | ニューヨーク・ヤンキース →オークランド・アスレチックス   | 77               | ビンス・コールマン(5)             | セントルイス・カージナルス                         | 65               |
| 1990 | リッキー・ヘンダーソン(10)      | オークランド・アスレチックス                             | 65               | ビンス・コールマン(6)             | セントルイス・カージナルス                         | 77               |
| 1991 | リッキー・ヘンダーソン(11)      | オークランド・アスレチックス                             | 58               | マーキス・グリッソム(1)           | モントリオール・エクスポズ                         | 76               |
| 1992 | ケニー・ロフトン(1)             | クリーブランド・インディアンス                           | 66               | マーキス・グリッソム(2)           | モントリオール・エクスポズ                         | 78               |
| 1993 | ケニー・ロフトン(2)             | クリーブランド・インディアンス                           | 70               | チャック・カー                    | フロリダ・マーリンズ                               | 58               |
| 1994 | ケニー・ロフトン(3)             | クリーブランド・インディアンス                           | 60               | クレイグ・ビジオ                  | ヒューストン・アストロズ                           | 39               |
| 1995 | ケニー・ロフトン(4)             | クリーブランド・インディアンス                           | 54               | キルビーオ・ベラス                | フロリダ・マーリンズ                               | 56               |
| 1996 | ケニー・ロフトン(5)             | クリーブランド・インディアンス                           | 75               | エリック・ヤング                  | コロラド・ロッキーズ                               | 53               |
| 1997 | ブライアン・ハンター(1)         | デトロイト・タイガース                                   | 74               | トニー・ウォマック(1)             | ピッツバーグ・パイレーツ                           | 60               |
| 1998 | リッキー・ヘンダーソン(12)      | オークランド・アスレチックス                             | 66               | トニー・ウォマック(2)             | ピッツバーグ・パイレーツ                           | 58               |
| 1999 | ブライアン・ハンター(2)         | デトロイト・タイガース →シアトル・マリナーズ             | 44               | トニー・ウォマック(3)             | アリゾナ・ダイヤモンドバックス                     | 72               |
| 2000 | ジョニー・デイモン              | カンザスシティ・ロイヤルズ                               | 46               | ルイス・カスティーヨ(1)           | フロリダ・マーリンズ                               | 62               |
| 2001 | イチロー                        | シアトル・マリナーズ                                     | 56               | フアン・ピエール(1)               | コロラド・ロッキーズ                               | 46               |
| 2001 | イチロー                        | シアトル・マリナーズ                                     | 56               | ジミー・ロリンズ                  | フィラデルフィア・フィリーズ                       | 46               |
| 2002 | アルフォンソ・ソリアーノ        | ニューヨーク・ヤンキース                                 | 41               | ルイス・カスティーヨ(2)           | フロリダ・マーリンズ                               | 48               |
| 2003 | カール・クロフォード(1)         | タンパベイ・デビルレイズ                                 | 55               | フアン・ピエール(2)               | フロリダ・マーリンズ                               | 65               |
| 2004 | カール・クロフォード(2)         | タンパベイ・デビルレイズ                                 | 59               | スコット・ポドセドニック          | ミルウォーキー・ブルワーズ                         | 70               |
| 2005 | ショーン・フィギンズ            | ロサンゼルス・エンゼルス・オブ・アナハイム               | 62               | ホセ・レイエス(1)                 | ニューヨーク・メッツ                               | 60               |
| 2006 | カール・クロフォード(3)         | タンパベイ・デビルレイズ                                 | 58               | ホセ・レイエス(2)                 | ニューヨーク・メッツ                               | 64               |
| 2007 | カール・クロフォード(4)         | タンパベイ・デビルレイズ                                 | 50               | ホセ・レイエス(3)                 | ニューヨーク・メッツ                               | 78               |
| 2007 | ブライアン・ロバーツ            | ボルチモア・オリオールズ                                 | 50               | ホセ・レイエス(3)                 | ニューヨーク・メッツ                               | 78               |
| 2008 | ジャコビー・エルズベリー(1)     | ボストン・レッドソックス                                 | 50               | ウィリー・タベラス                | コロラド・ロッキーズ                               | 68               |
| 2009 | ジャコビー・エルズベリー(2)     | ボストン・レッドソックス                                 | 70               | マイケル・ボーン(1)               | ヒューストン・アストロズ                           | 61               |
| 2010 | フアン・ピエール(3)             | シカゴ・ホワイトソックス                                 | 68               | マイケル・ボーン(2)               | ヒューストン・アストロズ                           | 52               |
| 2011 | ココ・クリスプ                  | オークランド・アスレチックス                             | 49               | マイケル・ボーン(3)               | ヒューストン・アストロズ →アトランタ・ブレーブス   | 61               |
| 2011 | ブレット・ガードナー            | ニューヨーク・ヤンキース                                 | 49               | マイケル・ボーン(3)               | ヒューストン・アストロズ →アトランタ・ブレーブス   | 61               |
| 2012 | マイク・トラウト                | ロサンゼルス・エンゼルス・オブ・アナハイム               | 49               | エバース・カブレラ                | サンディエゴ・パドレス                             | 44               |
| 2013 | ジャコビー・エルズベリー(3)     | ボストン・レッドソックス                                 | 52               | エリック・ヤング・ジュニア        | コロラド・ロッキーズ →ニューヨーク・メッツ         | 46               |
| 2014 | ホセ・アルトゥーベ(1)           | ヒューストン・アストロズ                                 | 56               | ディー・ゴードン(1)               | ロサンゼルス・ドジャース                           | 64               |
| 2015 | ホセ・アルトゥーベ(2)           | ヒューストン・アストロズ                                 | 38               | ディー・ゴードン(2)               | マイアミ・マーリンズ                               | 58               |
| 2016 | ラージャイ・デービス            | クリーブランド・インディアンス                           | 43               | ジョナサン・ビラー                | ミルウォーキー・ブルワーズ                         | 62               |
| 2017 | ウィット・メリフィールド(1)     | カンザスシティ・ロイヤルズ                               | 34               | ディー・ゴードン(3)               | マイアミ・マーリンズ                               | 60               |
| 2018 | ウィット・メリフィールド(2)     | カンザスシティ・ロイヤルズ                               | 45               | トレイ・ターナー(1)               | ワシントン・ナショナルズ                           | 43               |
| 2019 | マレックス・スミス              | シアトル・マリナーズ                                     | 46               | ロナルド・アクーニャ・ジュニア(1) | アトランタ・ブレーブス                             | 37               |
| 2020 | アダルベルト・モンデシー        | カンザスシティ・ロイヤルズ                               | 24               | トレバー・ストーリー              | コロラド・ロッキーズ                               | 15               |
| 2021 | ウィット・メリフィールド(3)     | カンザスシティ・ロイヤルズ                               | 40               | トレイ・ターナー(2)               | ワシントン・ナショナルズ →ロサンゼルス・ドジャース | 32               |
| 2022 | ホルヘ・マテオ                  | ボルチモア・オリオールズ                                 | 35               | ジョン・バーティ                  | マイアミ・マーリンズ                               | 41               |
| 2023 | エステウリー・ルイーズ          | オークランド・アスレチックス                             | 67               | ロナルド・アクーニャ・ジュニア(2) | アトランタ・ブレーブス                             | 73               |
| 2024 | ホセ・カバレーロ                | タンパベイ・レイズ                                       | 44               | エリー・デラクルーズ              | シンシナティ・レッズ                               | 67               |

- 2020年は60試合の短縮シーズン

## 19世紀のナショナル・リーグ
| 年   | 選手名                                      | 所属球団                                              | 盗塁 |
| ---- | ------------------------------------------- | ----------------------------------------------------- | ---- |
| 1886 | エド・アンドリュース                        | フィラデルフィア・クエイカーズ                        | 56   |
| 1887 | モンテ・ウォード(1)                         | ニューヨーク・ジャイアンツ                            | 111  |
| 1888 | ダミー・ホイ                                | ワシントン・ナショナルズ                              | 82   |
| 1889 | ジム・フォガティ                            | フィラデルフィア・クエイカーズ                        | 99   |
| 1890 | ビリー・ハミルトン(1)                       | フィラデルフィア・フィリーズ                          | 102  |
| 1891 | ビリー・ハミルトン(2)                       | フィラデルフィア・フィリーズ                          | 111  |
| 1892 | モンテ・ウォード(2)                         | ブルックリン・ブライドグルームス                      | 88   |
| 1893 | トム・ブラウン                              | ルイビル・カーネルズ                                  | 66   |
| 1894 | ビリー・ハミルトン(3)                       | フィラデルフィア・フィリーズ                          | 100  |
| 1895 | ビリー・ハミルトン(4)                       | フィラデルフィア・フィリーズ                          | 97   |
| 1896 | ジョー・ケリー                              | ボストン・ビーンイーターズ                            | 87   |
| 1897 | ビル・ラング                                | シカゴ・コルツ                                        | 73   |
| 1898 | エド・デラハンティ                          | フィラデルフィア・フィリーズ                          | 58   |
| 1899 | ジミー・シェッカード                        | ボストン・ビーンイーターズ                            | 77   |
| 1900 | パッシー・ドノバン ジョージ・バンハルトレン | セントルイス・カージナルス ニューヨーク・ジャイアンツ | 45   |

## アメリカン・アソシエーション
| 年   | 選手                 | チーム                             | 盗塁 |
| ---- | -------------------- | ---------------------------------- | ---- |
| 1886 | ハリー・ストービー   | フィラデルフィア・アスレチックス   | 68   |
| 1887 | ヒュー・ニコル       | シンシナティ・レッドストッキングス | 138  |
| 1888 | アーリー・ラッサム   | セントルイス・ブラウンズ           | 109  |
| 1889 | ビリー・ハミルトン   | カンザスシティ・カウボーイズ       | 111  |
| 1890 | トミー・マッカーシー | ルイビル・カーネルズ               | 83   |
| 1891 | トム・ブラウン       | ボストン・レッズ                   | 106  |

## フェデラル・リーグ
| 年   | 選手           | チーム                           | 盗塁 |
| ---- | -------------- | -------------------------------- | ---- |
| 1914 | ベニー・カウフ | インディアナポリス・フージャーズ | 75   |
| 1915 | ベニー・カウフ | ブルックリン・ティップトップス   | 55   |

## プレイヤーズ・リーグ
| 年   | 選手               | チーム           | 盗塁 |
| ---- | ------------------ | ---------------- | ---- |
| 1890 | ハリー・ストービー | ボストン・レッズ | 97   |

## 全米プロ野球選手協会（ナショナル・アソシエーション）
| 年   | 選手               | チーム                                   | 盗塁 |
| ---- | ------------------ | ---------------------------------------- | ---- |
| 1871 | マイク・マギリー   | トロイ・ヘイメイカーズ                   | 20   |
| 1872 | デイブ・エッグラー | ニューヨーク・ミューチュアルズ           | 18   |
| 1873 | ロス・バーンズ     | ボストン・レッドストッキングズ           | 43   |
| 1874 | トム・バーロウ     | ハートフォード・ダークブルース           | 17   |
| 1875 | ティム・マーネイン | フィラデルフィア・ホワイトストッキングス | 30   |

## メジャー記録
- 最多記録
  - （19世紀近代野球以前） 1887年 ヒュー・ニコル 138個
  - （20世紀近代野球以降） 1982年 リッキー・ヘンダーソン 130個
    - 1974年 ルー・ブロック 118個（20世紀以降のナショナルリーグ最多記録）

- 盗塁王最少記録
  - 1950年 ドム・ディマジオ 15個
    - 1938年 スタン・ハック 16個（ナショナルリーグ最少記録）

※短縮シーズンの2020年を除く
- 両リーグ盗塁王
  - ロン・ルフロア 1978年（アメリカンリーグ）、1980年（ナショナルリーグ）
  - フアン・ピエール 2001年・2003年（ナショナルリーグ）、2010年（アメリカンリーグ）
    - その他、20世紀以降に複数球団で盗塁王を獲得した者にエディ・コリンズ、フランキー・フリッシュ、カイカイ・カイラー、ビリー・ワーバー、ジョージ・ケース、ルイス・アパリシオ、トミー・ハーパー、リッキー・ヘンダーソン、トニー・ウォマック、ディー・ゴードン等

### 受賞回数上位者
| 選手                   | 回数 | 年度                                                                   |
| ---------------------- | ---- | ---------------------------------------------------------------------- |
| リッキー・ヘンダーソン | 12   | 1980, 1981, 1982, 1983, 1984, 1985, 1986, 1988, 1989, 1990, 1991, 1998 |
| マックス・キャリー     | 10   | 1913, 1915, 1916, 1917, 1918, 1920, 1922, 1923, 1924, 1925             |
| ルイス・アパリシオ     | 9    | 1956, 1957, 1958, 1959, 1960, 1961, 1962, 1963, 1964                   |
| ルー・ブロック         | 8    | 1966, 1967, 1968, 1969, 1971, 1972, 1973, 1974                         |
| タイ・カッブ           | 6    | 1907, 1909, 1911, 1915, 1916, 1917                                     |
| ジョージ・ケース       | 6    | 1939, 1940, 1941, 1942, 1943, 1946                                     |
| バート・キャンパネリス | 6    | 1965, 1966, 1967, 1968, 1970, 1972                                     |
| モーリー・ウィルス     | 6    | 1960, 1961, 1962, 1963, 1964, 1965                                     |
| ビンス・コールマン     | 6    | 1985, 1986, 1987, 1988, 1989, 1990                                     |
| ホーナス・ワグナー     | 5    | 1901, 1902, 1904, 1907, 1908                                           |
| ケニー・ロフトン       | 5    | 1992, 1993, 1994, 1995, 1996                                           |
| ビリー・ハミルトン     | 4    | 1890, 1891, 1894, 1895                                                 |
| ボブ・ベッシャー       | 4    | 1909, 1910, 1911, 1912                                                 |
| エディ・コリンズ       | 4    | 1910, 1919, 1923, 1924                                                 |
| ジョージ・シスラー     | 4    | 1918, 1921, 1922, 1927                                                 |
| カイカイ・カイラー     | 4    | 1926, 1928, 1929, 1930                                                 |
| ベン・チャップマン     | 4    | 1931, 1932, 1933, 1937                                                 |
| ウィリー・メイズ       | 4    | 1956, 1957, 1958, 1959                                                 |
| ティム・レインズ       | 4    | 1981, 1982, 1983, 1984                                                 |
| カール・クロフォード   | 4    | 2003, 2004, 2006, 2007                                                 |